# Guy Clark
Pour les articles homonymes, voir Clark.
Guy Clark est un auteur-compositeur-interprète américain, reconnu également pour ses qualités de musicien (de bluegrass et country), né le 6 novembre 1941 à Monahans (dans l'État du Texas) et mort le 17 mai 2016 à Nashville (Tennessee).

## Biographie
Ses influences premières furent la musique espagnole et texane. Il est marié à Susanna Clark (en), artiste, auteure-compositrice. Ce luthier accompli fabrique lui-même ses guitares (sur lesquelles il joue parfois) et est, à l'instar d'un Fred Neil par exemple, reconnu sur la scène musicale comme un musicien d'un professionnalisme digne de respect. Mickey Newbury est à l'origine des arrivées de Townes Van Zandt en 1968 et Guy Clark à Nashville, où ils deviennent des auteurs de chansons (« songwriters ») : c'est la première apparition du mot « songwriter » dans l'histoire de la musique : ils sont les auteurs-compositeurs-interprètes, premiers chanteurs à obtenir une reconnaissance grâce à eux-mêmes. Guy doit sa reconnaissance à ses collaborations avec Jerry Jeff Walker sur les albums L.A. Freeway et Desperados Waiting For A Train, et ses chansons sont chantées, interprétées par des artistes dont Johnny Cash, Ricky Skaggs, ou encore Rodney Crowell. Emmylou Harris fit partie de ses musiciens de sessions en studio.
Mentor, entre autres, de Noel McKay, Rodney Crowell, et Steve Earle, il organise le premier métier d'écrivain de ce dernier, à Nashville, où la maison de Guy est un point de rencontre entre artistes, et auteurs-compositeurs.
Heartbroke par Ricky Skaggs, Boats to Build et Cinco de Mayo in Memphis par Jimmy Buffett, etc. font partie des plus grosses ventes dans la chanson de leur époque aux États-Unis (la première moitié de la décennie des années 1980) et les hits s'enchaînent, de temps à autre coécrits ; en 1988, Asleep at the Wheel reprit Blowin’ Like a Bandit avec autant de succès.
Il a toujours reconnu en Townes Van Zandt une de ses influences majeures, tous deux sont par ailleurs très grands amis, jusqu'au décès de Van Zandt, survenu en 1997.
L'album Workbench Songs de 2006, vaut à Guy une nomination aux Grammy Awards dans la catégorie Meilleur album Folk contemporain. On l'a vu en tournée en 2007 avec Lyle Lovett et John Hiatt, entre autres. En 1995, il enregistre un album de chansons dans les conditions du direct avec Townes Van Zandt et Steve Earle, sorti en octobre 2001.
Clark cite Townes Van Zandt comme une de ses influences majeures. Townes et Guy sont très bons amis : depuis la mort de Townes, Guy inclut souvent des reprises de son défunt ami dans ses enregistrements, à l'instar de David Olney, autre ami de Townes. En mai 2008, Guy Clark a annulé quatre concerts après s'être fracturé une jambe Après deux mois de soutien par des béquilles, il a repris la scène à Washington, DC, le 4 juillet, lors du Smithsonian Folklife Festival.
En 2014, Guy Clark remporte le Grammy Award pour le meilleur album folk avec son album My favourite picture of you.
En mai 2016, le groupe de rock Hard Working Americans (en) réalise un album intitulé Rest in chaos sur lequel figure une reprise de The high price of inspiration, une composition de Clark. Ce dernier joue d'ailleurs sur l'album.
Il décède ce même mois à la suite d'un lymphome.

## Discographie
- Old No. 1, RCA (1975)
- Texas Cookin', RCA (1976)
- Guy Clark, Warner (1978)
- The South Coast of Texas, Warner (1981)
- Better Days, Warner (1983)
- Guy Clark - Greatest Hits, RCA (1983)
- Old Friends, Sugar Hill (1988)
- Boats to Build, Asylum (1992)
- Dublin Blues, Asylum (1995)
- Keepers, Sugar Hill (1997)
- Cold Dog Soup, Sugar Hill (1999)
- Together at the Bluebird Cafe (avec Townes Van Zandt et Steve Earle), American Originals (2001)
- The Dark, Sugar Hill (2002)
- Heartworn Highways, HackTone (2006)
- Workbench Songs, Dualtone (2006)
- Americana Master Series: Best of the Sugar Hill Years, Sugar Hill (2007)

## Filmographie
- Heartworn Highways Documentary, Snapper/Catfish, 1981/2003, avec Townes Van Zandt, David Allan Coe et Steve Earle.